# True Lies (datorspel)
True Lies är ett shoot 'em up-spel från 1994, baserat på filmen med samma namn. Spelet utvecklades av Beam Software och utgavs av Acclaim och LJN. Fyra olika versioner av spelet släpptes till SNES, Sega Mega Drive, Sega Game Gear och Game Boy.

## Handling
Spelaren kontrollerar Harry Tasker, som skall besegra terroristledaren Salim Abu Aziz.

### Fotnoter
1. ↑  ”True lies” (på svenska). Super Power (Solna: Atlantic) (6-7 1995). juni-juli 1995. Läst 23 april 2014.